# Apocellus niger
Apocellus niger är en skalbaggsart som beskrevs av Thomas Casey 1886. Apocellus niger ingår i släktet Apocellus och familjen kortvingar. Inga underarter finns listade i Catalogue of Life.